# 云龙桥 (龙岩)
云龙桥，位于中国福建省连城县罗坊乡下罗村，为一个省级文物保护单位，类型为古建筑，为第四批福建省文物保护单位，公布时间为1996年9月2日。
云龙桥的历史年代为清。